# Halosphaeriopsis
Halosphaeriopsis är ett släkte av svampar som beskrevs av Terry Walter Johnson. Halosphaeriopsis ingår i familjen Halosphaeriaceae, ordningen Microascales, klassen Sordariomycetes, divisionen sporsäcksvampar och riket svampar.
Släktet innehåller bara varianten Halosphaeriopsis mediosetigera.